# Zenochloris densepunctata
Zenochloris densepunctata är en skalbaggsart som beskrevs av Fuchs 1976. Zenochloris densepunctata ingår i släktet Zenochloris och familjen långhorningar. Inga underarter finns listade i Catalogue of Life.